# Iglesia de Santa María de la Asunción (Oyón)
La Iglesia de Santa María de la Asunción es la iglesia principal del municipio de Oyón (Provincia de Álava, España). Es considerada como una de las más importantes de la comarca Rioja Alavesa. La característica ornamentación de su torre barroca le ha valido el apodo de "La Giralda de Álava".

## Historia
Ya existía una iglesia anterior del siglo XV o XVI. La actual se levantó entre los años 1744 y 1748. Quedan pocos indicios de la iglesia primitiva.
El órgano nuevo de la iglesia se inauguró el 29 de abril de 1995 y por lo tanto es el órgano más moderno de Álava. José Antonio Santos de la Iglesia lo diseñó en estilo francés del siglo XVII.

## Descripción
La portada gótico-renacentista isabelina del XV-XVI, de finos trabajos en arco polilobulado. El coro es plateresco, del XVI. El ábside es semicircular, dividido en cuatro tramos por los contrafuertes. El retablo mayor es de estilo renacentista con avances del barroco, de muy buena factura. La torre, también barroca, está considerada como la más esbelta y bien trazada de la Rioja Alavesa. Se le conoce como la "Giralda", nombre que toma de la veleta que la corona (figura de hilandera con su rueda y su rueca).

## Galería

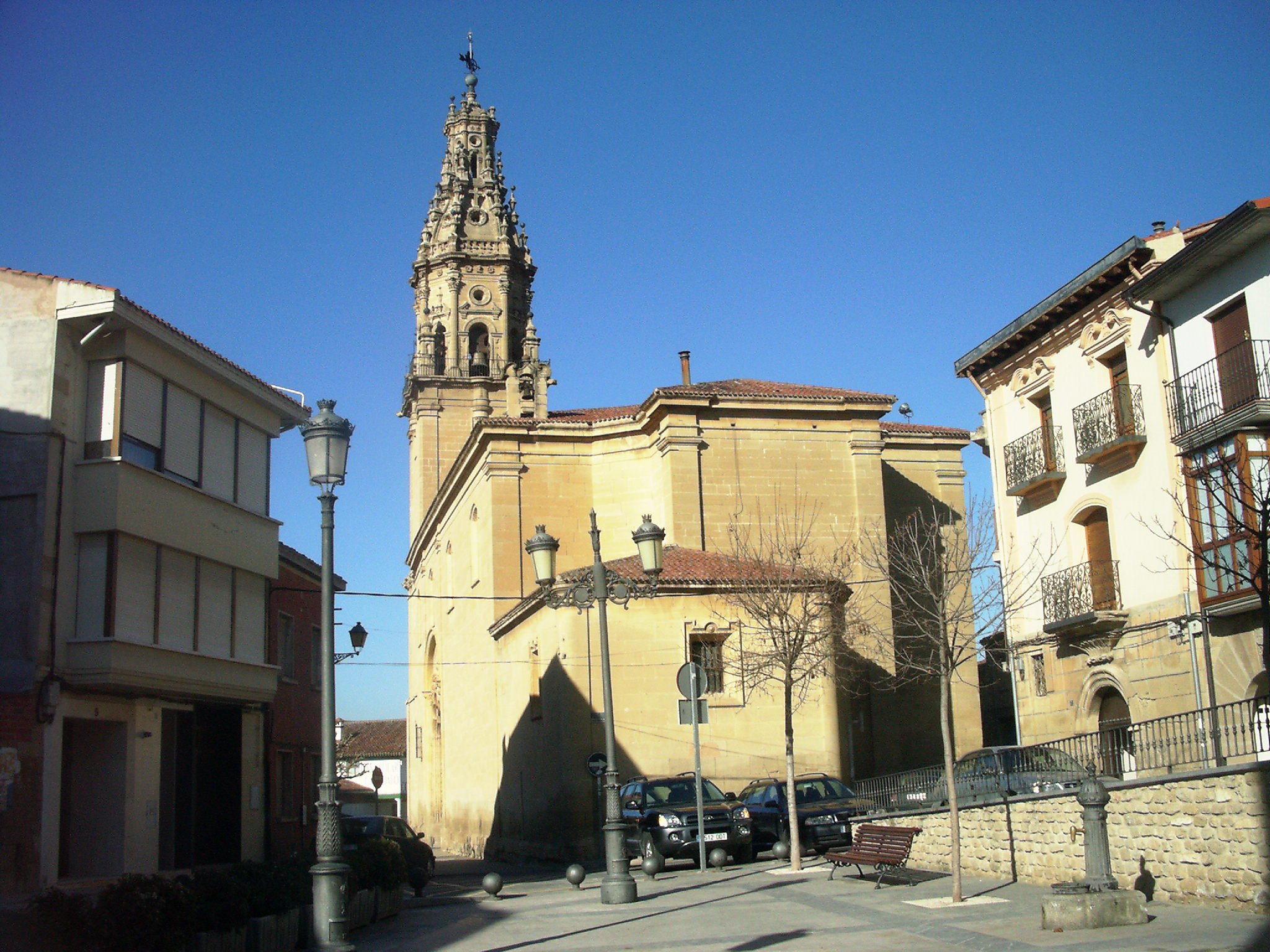
Vista desde la plaza del pueblo.
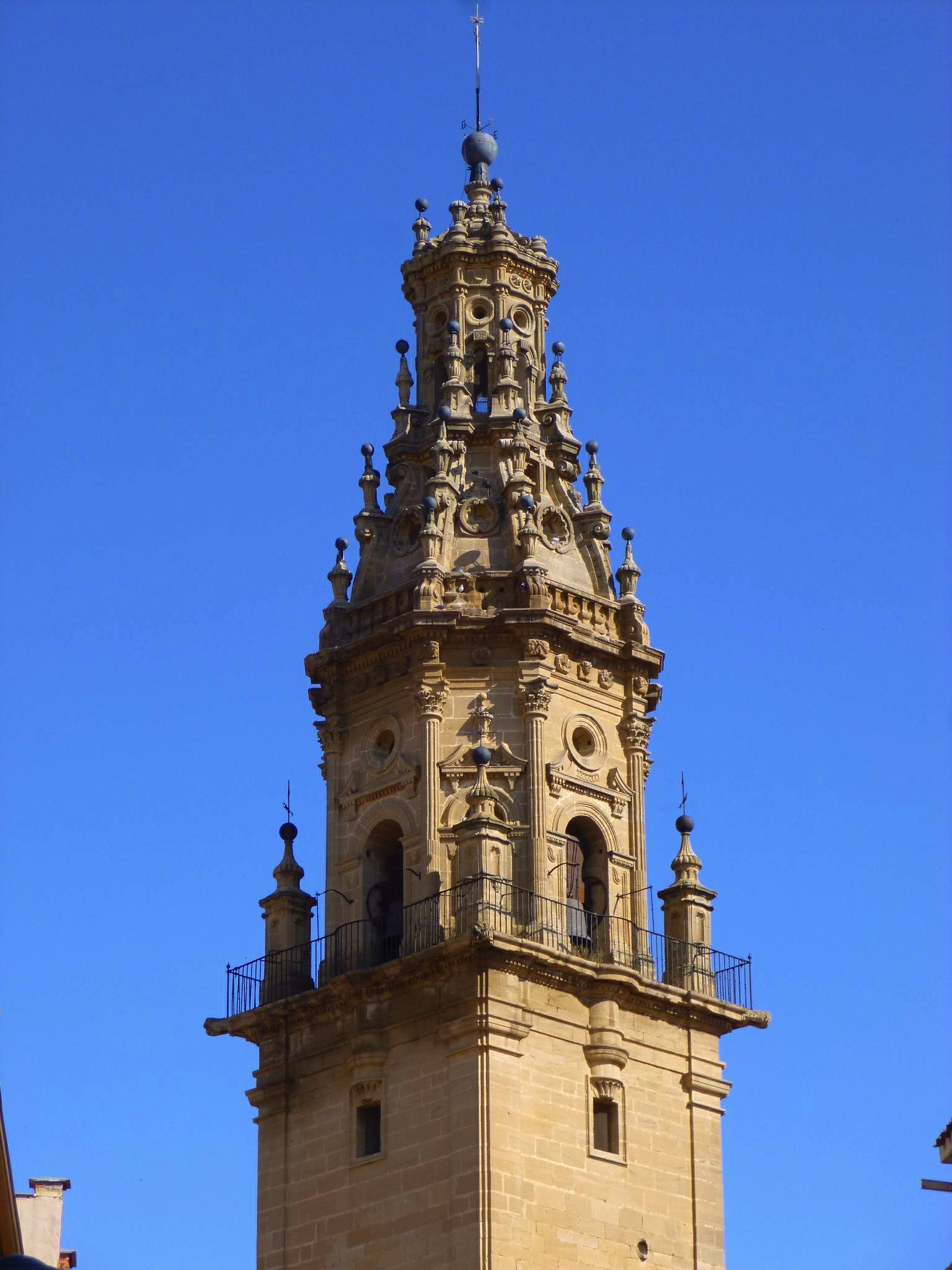
Torre barroca.
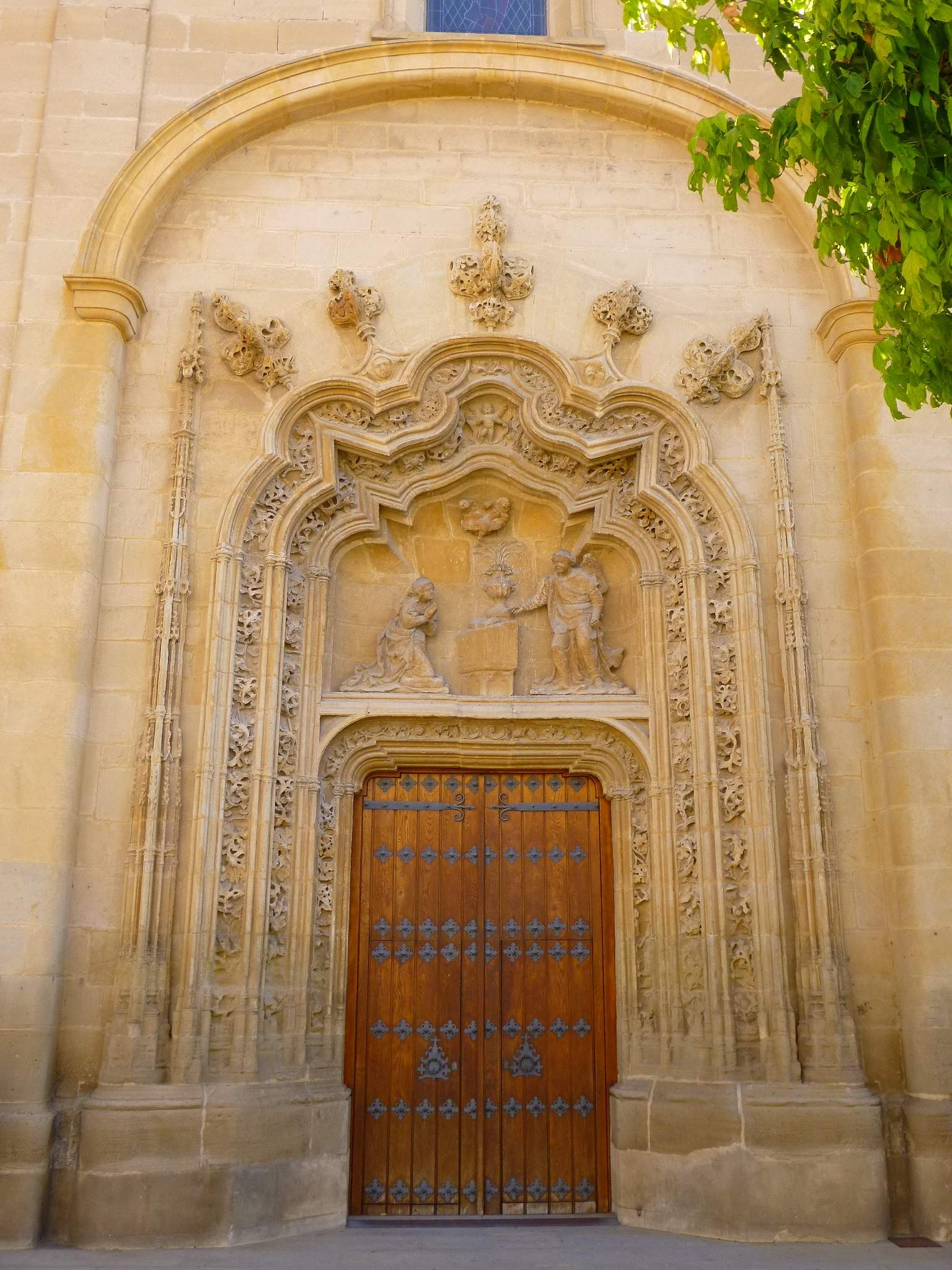
La entrada.
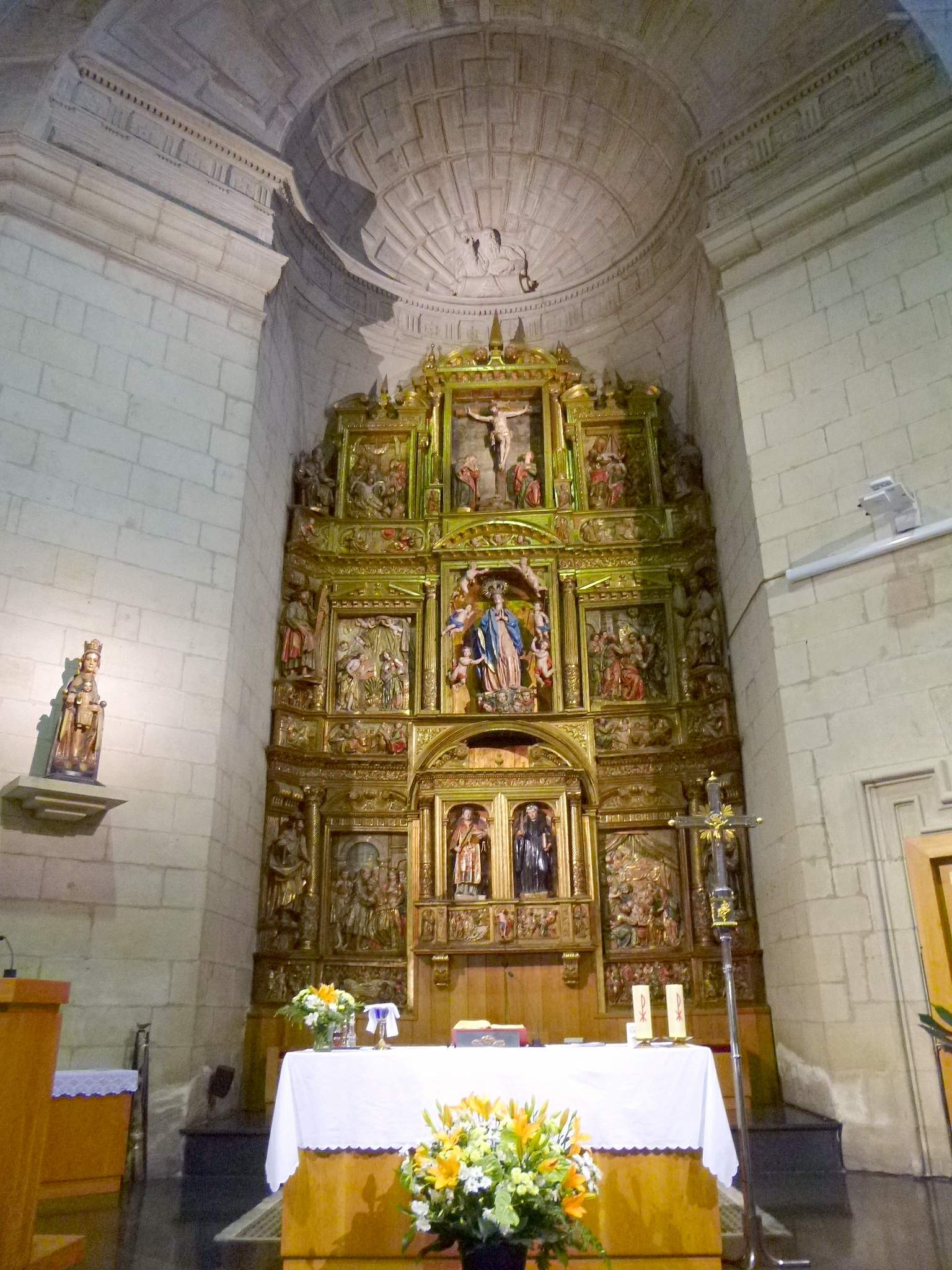
El retablo principal.
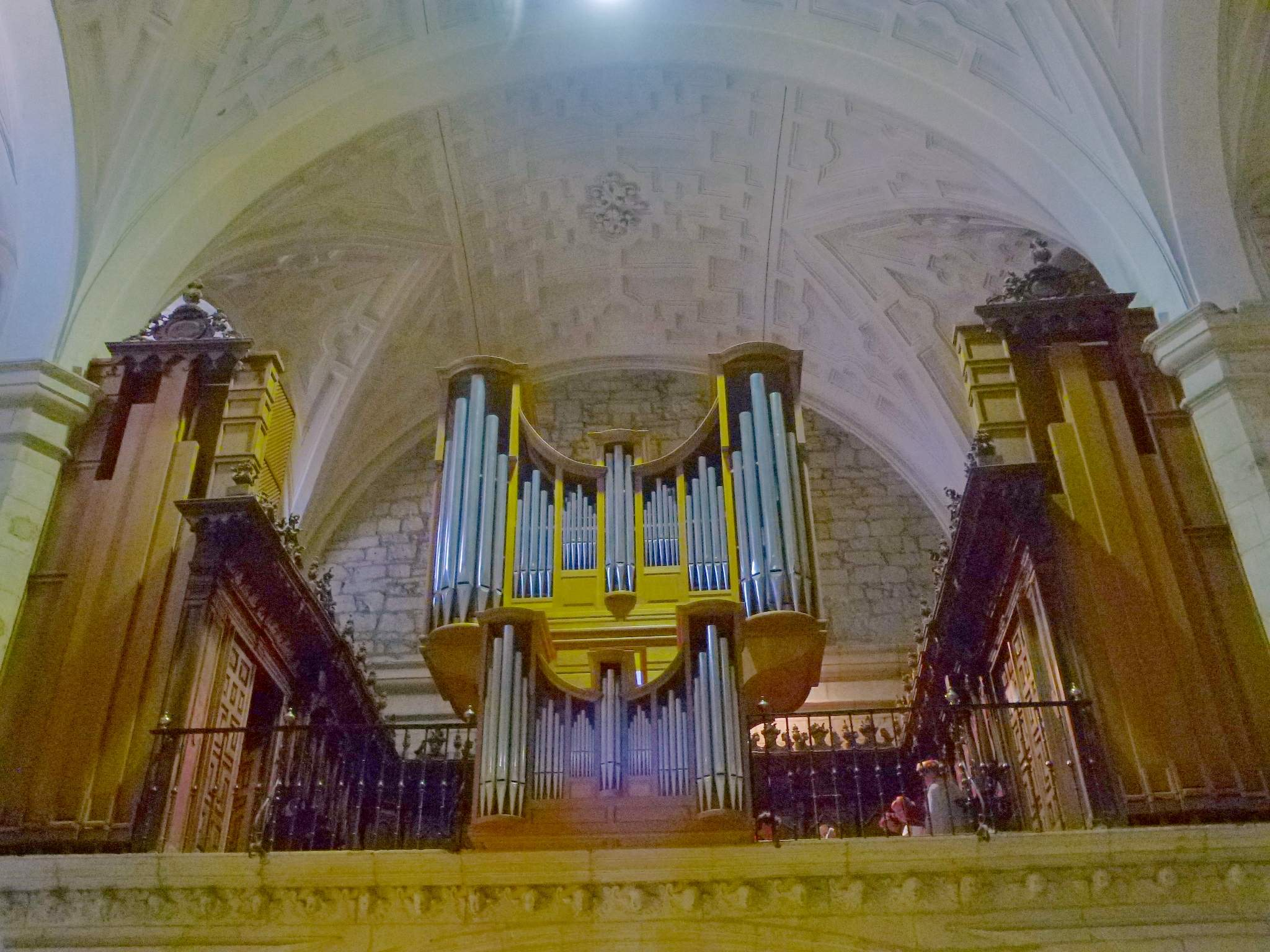
El órgano.